# Центр штата Эспириту-Санту (мезорегион)

Центр штата Эспириту-Санту на карте.

Центр штата Эспириту-Санту (порт. Mesorregião Central Espírito-Santense) — административно-статистический мезорегион в Бразилии, входит в штат Эспириту-Санту. Население составляет 1 987 103 человека (на 2010 год). Площадь — 10 680,888 км². Плотность населения — 186,04 чел./км².

## Демография
Согласно сведениям, собранным в ходе переписи 2010 г. Национальным институтом географии и статистики (IBGE), население мезорегиона составляет:
| Полное население                            | Полное население                            | Полное население                            | Полное население                            | 1 987 103 |
| ------------------------------------------- | ------------------------------------------- | ------------------------------------------- | ------------------------------------------- | --------- |
| в том числе:                                | Городское население                         | 1 802 588                                   | Процент городского населения, %             | 90,71     |
|                                             | Сельское население                          | 184 515                                     | Процент сельского населения, %              | 9,29      |
|                                             | Мужское население                           | 969 681                                     | Процент мужского населения, %               | 48,80     |
|                                             | Женское население                           | 1 017 422                                   | Процент женского населения, %               | 51,20     |
| Плотность населения, чел/км²                | Плотность населения, чел/км²                | Плотность населения, чел/км²                | Плотность населения, чел/км²                | 186,04    |
| Население мезорегиона в % к населению штата | Население мезорегиона в % к населению штата | Население мезорегиона в % к населению штата | Население мезорегиона в % к населению штата | 56,53     |

## Статистика
- Валовой внутренний продукт на 2003 составляет 20 437 956 267,00 реалов (данные: Бразильский институт географии и статистики).
- Валовой внутренний продукт на душу населения на 2003 составляет 10 997,43 реалов (данные: Бразильский институт географии и статистики).
- Индекс развития человеческого потенциала на 2000 составляет 0,784 (данные: Программа развития ООН).

## Состав мезорегиона
В мезорегион входят следующие микрорегионы:
1. Афонсу-Клаудиу
2. Гуарапари
3. Санта-Тереза
4. Витория